# Комдив
Комдив (рус. комди́в), скраћена форма командира дивизије је био војни чин у Црвеној армији до краја 1930-их.
- Ознака на шињелу
- Ознака на крагни
- Петличный знак комдива авиации РККА
- Ознака на рукаву